# کاترین هایگل
کاترین ماری هایگل (به انگلیسی: Katherine Marie Heigl) (زاده ۲۴ نوامبر ۱۹۷۸) بازیگر آمریکایی است. او بعد از بازی در مجموعه آناتومی گری و نقش اول بودن در فیلم‌های چون ۲۷ لباس، حقیقت زشت و قاتلین به شهرت دست یافت.
کاترین از زمان کودکی، حرفه خود را به عنوان یک مدل شروع کرد و سپس به بازیگری روی آورد. اولین فیلمی که وی در آن بازی کرد، فیلم That Night بود. از فیلم‌های مهم هیگل می‌توان به نقش آفرینیش در نقش ایزابل و در سریال تلویزیونی Roswell اشاره کرد و بعد از آن نیز در فیلم My Father the Hero به ایفای نقش پرداخت تا اینکه به جمع بازیگران سریال آناتومی گری پیوست و توانست خود را به جهانیان معرفی کند.
هایگل در دسامبر ۲۰۰۷ نیز با جاش کلی ازدواج کرد.

## زندگی و خانواده
در ۲۴ نوامبر ۱۹۷۸ در شهر واشینگتن، دی.سی. در کشور آمریکا زاده شد. مادرش نانسی و پدرش پل نام دارند و کاترین آلمانی - ایرلندی تبار است. وی جوانترین فرد خانواده است و دارای سه خواهر و برادر است. خانواده وی ابتدا در ویرجینیا و سپس در دنور زندگی می‌کردند و بعد از ان به کانتیکت رفتند. جایی که کاترین اکثر دوران کودکی خود را در آنجا سپری کرد.
در سال ۱۹۸۶، براد بزرگتر کاترین بر اثر جراحات یک تصادف درگذشت و خانواده‌اش تصمیم گرفتند تا اعضای وی را اهدا کنند. هیگل نیز اکنون یکی از حامیان اهدای عضو است.

## حرفه

### سال‌های ۱۹۸۶ تا ۲۰۰۴
درحالی‌که کاترین ۹ ساله بود، عمه‌اش به دیدن آن‌ها آمد و از وی چند عکس گرفت و زمانی‌که به خانه خود در نیویورک برگشت، آن عکس‌ها را برای آژانس‌های مد فرستاد و بعد از اینکه والدین کاترین راضی شدند، کاترین به عنوان یک مدل، شروع به کار کرد.
هایگل از سال ۱۹۹۲ به حرفه بازیگری روی آورد و اولین فیلمش That Night بود. سپس در فیلم King of the Hill و بعد از آن اولین نقش اولش را با بازی در کمدی My Father the Hero تجربه کرد. در سال ۱۹۹۵، کاترین در کنار استیون سیگال، در تریلر Under Siege 2: Dark Territory به بازی پرداخت.
با وجود افزایش تلاشش برای بازیگری، وی کماکان به عنوان یک مدل نیز فعالیت می‌کرد. در سال ۱۹۹۶ وی در فیلم Wish Upon a Star به بازی پرداخت. علاوه بر آن، هیگل شاهد جدایی پدر و مادرش از یکدیگر بود و مشخص شد که مادرش سرطان دارد. پس از تمام شدن تحصیلات در سال ۱۹۹۷، کاترین به همراه مادرش به خانه‌ای در مالیبو در لس آنجلس آمدند و مادرش و مدت اندکی مهران خواجه حقوردی معروف به مایک به عنوان مدیر برنامه‌های کاترین، شروع به فعالیت کردند.
پس از بازی در چند فیلم، وی در سال ۱۹۹۸ به بازی در دو فیلم The Tempest و Bride of Chucky پرداخت. در سال ۱۹۹۹، کاترین رو به سریال‌های تلویزیونی آورد و در سریال درام-تخیلی Roswell به بازی پرداخت. علاوه بر این سریال، در آن سال‌ها، هایگل در فیلم‌های ۱۰۰ Girls و Valentine به ایفای نقش پرداخت.
در سال ۲۰۰۳، کاترین در ۳ فیلم تلویزیونی به بازی پرداخت. فیلم‌های Evil Never Dies, Love Comes Softly, Wuthering Heights و Critical Assembly.

### سال‌های ۲۰۰۵ تاکنون
در سال ۲۰۰۵، کاترین مهمترین نقش خود را ایفا کرد. بازی در سریال آناتومی گری که وی نقش یک دکتر را به عهده داشت و در بیش از ۱۰۰ قسمت از این سریال ایفای نقش کرد که این سریال کماکان در حال پخش است. در اواخر این سال نیز کاترین بخاطر بازی خود در این سریال، نامزد جایزه جهانی گلدن گلوب شد.
در سال بعد، وی در کمدی موفق Knocked Up به بازی پرداخت. فیلمی به کارگردانی Judd Apatow و با بازی بازیگرانی چون Seth Rogen و Paul Rudd. فیلم نظر مثبت اکثر منتقدان را کسب کرد و در گیشه نیز، موفق بود و فروش خوبی داشت. وی در سال ۲۰۰۷ برنده جایزه ایمی برای بهترین بازیگر نقش مکمل زن برای سریال آناتومی گری شد.

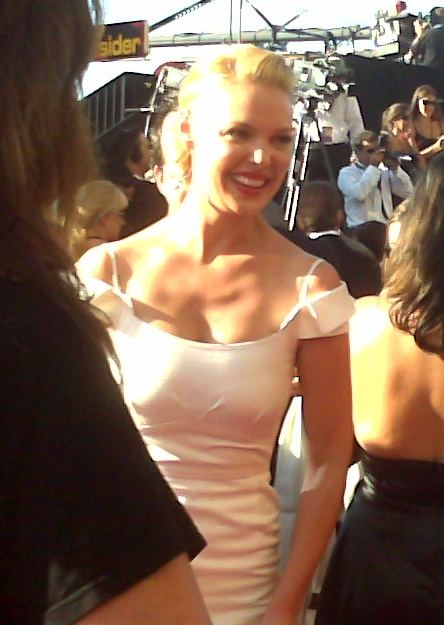
هیگل در جشنواره امی در سال ۲۰۰۷

برای سال ۲۰۰۸ نیز کاترین در کمدی ۲۷ لباس حضور پیدا کرد. در آن سال همچنین، کاترین از طرف سایت AskMen.com به عنوان خواستنی‌ترین زن سال انتخاب شد. همچنین صحبت‌هایی مبنی بر عدم رضایت هیگل از وضعیت خود در سریال آناتومی گری وجود داشت و به نظر می‌رسید که کاترین این سریال را ترک کند اما وی باز هم در فصل جدید این سریال بازی کرد.
در سال ۲۰۰۹ نیز کاترین در فیلم The Ugly Truth به بازی در کار جرارد باتلر پرداخت. آخرین فیلم کاترین نیز اکشن|کمدی Killers است که وی در کنار اشتون کوچر به بازی پرداخته‌است. همچنین مراحل فیلم‌برداری فیلم Life as We Know It نیز به پایان رسیده‌است و در ماه اکتبر پخش خواهد شد.
همچنین اخیراً کاترین اعلام کرد که دیگر در سریال آناتومی گری به بازی نخواهد پرداخت و اینکار را برای داشتن وقت بیشتر با خانواده‌اش انجام می‌دهد.

## حقوق
پرفروش‌ترین فیلم کاترین، کمدی Knocked Up است که نزدیک به ۱۵۰ میلیون دلار فروش کرده‌است. هیگل بعد از موفقیت این فیلم، برای بازی در فیلم ۲۷ لباس، مبلغ ۶ میلیون دلار به عنوان دستمزد دریافت کرد.

## زندگی شخصی
در جوئن ۲۰۰۶، کاترین با جاش کلی خواننده نامزد کرد. این دو در سر صحنه موزیک ویدئو Only You همدیگر را ملاقات کرده بودند. این دو در دسامبر ۲۰۰۷ با همدیگر ازدواج کردند. کاترین در مورد وضعیت قبل از ازدواجش گفته بود «با جاش تصمیم گرفتیم که تا قبل از اینکه با هم ازدواج کنیم، در یک خانه زندگی نکنیم و زندگی مستقلی داشته باشیم تا در زمان ازدواجمان، شرایط بهتری را داشته باشیم».
در دسامبر ۲۰۰۹ نیز نماینده این دو اعلام کرد که کاترین و جاش می‌خواهند تا یک دختر کره‌ای را به فرزندخواندگی قبول کنند. یک ماه بعد این اتفاق افتاد و آن‌ها دختری را که شرایط خاصی داشت را به فرزندی قبول کردند و نامش را Nancy Leigh گذاشتند.
کاترین پیرو کلیسای عیسی مسیح قدیسان آخر الزمان است.

## فیلم‌شناسی
| نام فیلم  | نام فیلم                   | نام فیلم                       | نام فیلم |
| سال تولید | نام فیلم                   | نقش                            | توضیحات |
| --------- | -------------------------- | ------------------------------ | --- |
| ۱۹۹۲      | آن شب                      | Kathryn                        | |
| ۱۹۹۳      | پادشاه تپه                 | Christina Sebastian            | |
| ۱۹۹۴      | پدر قهرمان من              | Nicole                         | Nominated — جایزه هنرمند جوان — Best Performance by a Young Actress Starring in a Motion Picture |
| ۱۹۹۵      | تحت محاصره ۲: قلمرو تاریکی | Sarah Ryback                   | |
| ۱۹۹۶      | برفراز آرزو ستاره          | Alexia                         | |
| ۱۹۹۷      | شاهزاده والیانت            | Princess Ilene                 | |
| ۱۹۹۷      | Stand-ins                  | Taffy-Rita Hayworth's Stand-in | |
| ۱۹۹۸      | Bug Buster                 | Shannon Griffin                | |
| ۱۹۹۸      | عروس چاکی                  | Jade                           | |
| ۲۰۰۰      | ۱۰۰ دختر                   | Arlene                         | |
| ۲۰۰۱      | ولنتاین                    | Shelley Fisher                 | |
| ۲۰۰۳      | Critical Assembly          | Aizy Hayward                   | |
| ۲۰۰۵      | Side Effects               | Karly Hert                     | Executive producer |
| ۲۰۰۵      | رینگر                      | Lynn Sheridan                  | |
| ۲۰۰۶      | جاده زی‌زیکس                | Marissa                        | |
| ۲۰۰۶      | کافئین                     | Laura                          | |
| ۲۰۰۷      | ناکد آپ                    | Alison Scott                   | Nominated — جایزه امپایر — Best Actress Nominated — MTV Movie Award for Best Performance Nominated — Satellite Award for Best Actress - Motion Picture Musical or Comedy Nominated — St. Louis Gateway نام فیلم Critics Association Award for Best Supporting Actress Nominated — جوایز برگزیده نوجوانان — Choice Movie Actress: Comedy |
| ۲۰۰۸      | ۲۷ لباس                    | جین نیکولز                     | |
| ۲۰۰۹      | حقیقت زشت                  | Abby Richter                   | Executive producer Nominated — Satellite Award for Best Actress - Motion Picture Musical or Comedy Nominated — جوایز برگزیده نوجوانان — Choice Summer Movie Star: Female |
| ۲۰۱۰      | قاتلین                     | Jen Kornfeldt                  | |
| ۲۰۱۰      | زندگی آن‌طور که می‌شناسیمش   | Holly Berenson                 | Executive producer |
| ۲۰۱۲      | کسی برای پول               | Stephanie Plum                 | |
| ۲۰۱۳      | عروسی بزرگ                 | Lyla Griffin                   | |
| ۲۰۱۴      | عملیات آجیلی               | Andie                          | Voice |
| ۲۰۱۴      | جکی و رایان                | Jackie Laurel                  | |
| ۲۰۱۵      | خانه شیرین جهنمی           | Mona Champagne                 | |
| ۲۰۱۵      | عروسی جنی                  | Jenny Farrell                  | |
| ۲۰۱۷      | عملیات آجیلی ۲             | Andie                          | Voice |
| ۲۰۱۷      | فراموش نشدنی               | Tessa Connover                 | Filming |
| ۲۰۲۱      | ترس از باران               |                                | |

## مجموعه‌های تلویزیونی
| Television | Television                         | Television           | Television |
| سال تولید  | Show                               | نقش                  | توضیحات |
| ---------- | ---------------------------------- | -------------------- | --- |
| ۱۹۹۶       | Wish Upon a Star                   | Alexia Wheaton       | Television movie |
| ۱۹۹۸       | The Tempest                        | Miranda Prosper      | Television movie |
| ۱۹۹۹–۲۰۰۲  | Roswell                            | Isabel Evans         | 61 episodes Nominated — Saturn Award for Best Supporting Actress on Television Nominated — جوایز برگزیده نوجوانان — Choice Television Actress |
| ۲۰۰۱       | The Twilight Zone                  | Andrea Collins       | Episode: "Cradle of Darkness" |
| ۲۰۰۳       | Vegas Dick                         |                      | Television movie |
| ۲۰۰۳       | Love Comes Softly                  | Marty Claridge       | Television movie CAMIE Award |
| ۲۰۰۳       | Wuthering Heights                  | Isabel Linton        | Television movie |
| ۲۰۰۳       | Evil Never Dies                    | Eve                  | Television movie |
| ۲۰۰۴       | Love's Enduring Promise            | Marty Claridge Davis | Television movie CAMIE Award |
| ۲۰۰۵       | Romy and Michele: In the Beginning | Romy White           | Television movie |
| ۲۰۰۵–2010  | آناتومی گری                        | دکتر ایزابل استیونز  | 109 episodes Primetime Emmy Award for Outstanding Supporting Actress – Drama Series Screen Actors Guild Award for Outstanding Performance by an Ensemble in a Drama Series Nominated — Golden Globe Award for Best Supporting Actress – Series, Miniseries or Television نام فیلم (۲۰۰۷، ۲۰۰۸) Nominated — Screen Actors Guild Award for Outstanding Performance by an Ensemble in a Drama Series (2006، ۲۰۰۸) Nominated — جوایز برگزیده نوجوانان — Choice Television Actress |
| 2018-اکنون | سوتس                               | سامانتا ویلر         | Television movie - فصل هشتم ، فصل نهم |